# 麦仁

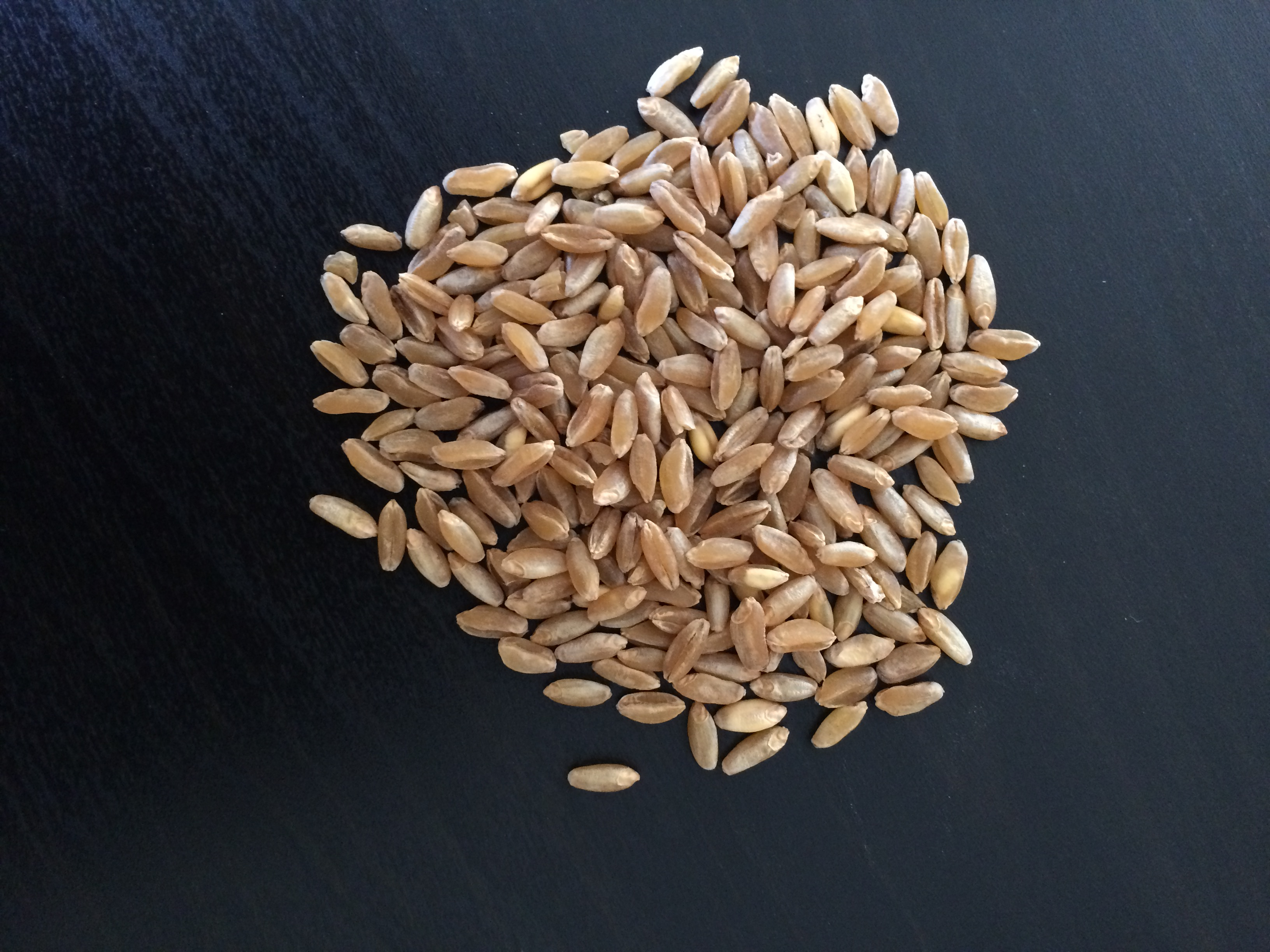
全麦谷物颗粒

麦仁是全麦谷物颗粒，只去除了外皮的一小部分，保留了胚芽。各种麦类均可以去皮制成麦仁，一般指大麦仁。在宋代，苏轼就在《过汤阴市得豌豆大麦粥示三儿子》诗中提及麦仁（原诗中用麦人，麦人即麦仁）。